# Nauwald
Der Nauwald (NSG-00164.01) ist ein 167 Hektar großes Naturschutzgebiet im Landkreis Günzburg, mit dem ein relativ ursprünglich erhaltener Donau-Auwaldbereich 1982 unter Schutz gestellt wurde. Zu den typischen Pflanzen der Auwaldgesellschaften, die dort nachgewiesen wurden, zählen Blaustern, Frühlingsknotenblume, Großes Zweiblatt, Kuckucksblume, Türkenbund, Österreichischer Rippensame und Winter-Schachtelhalm. In den Verlandungszonen wurden Mücken-Händelwurz und Fleischfarbenes Knabenkraut entdeckt. Altwässer und schotterheideartige Brennen stellen weitere Lebensräume im Naturschutzgebiet dar. Zur dortigen Vogelwelt gehören unter anderem Roter und Schwarzer Milan, Wasserralle, Eisvogel und Halsbandschnäpper.

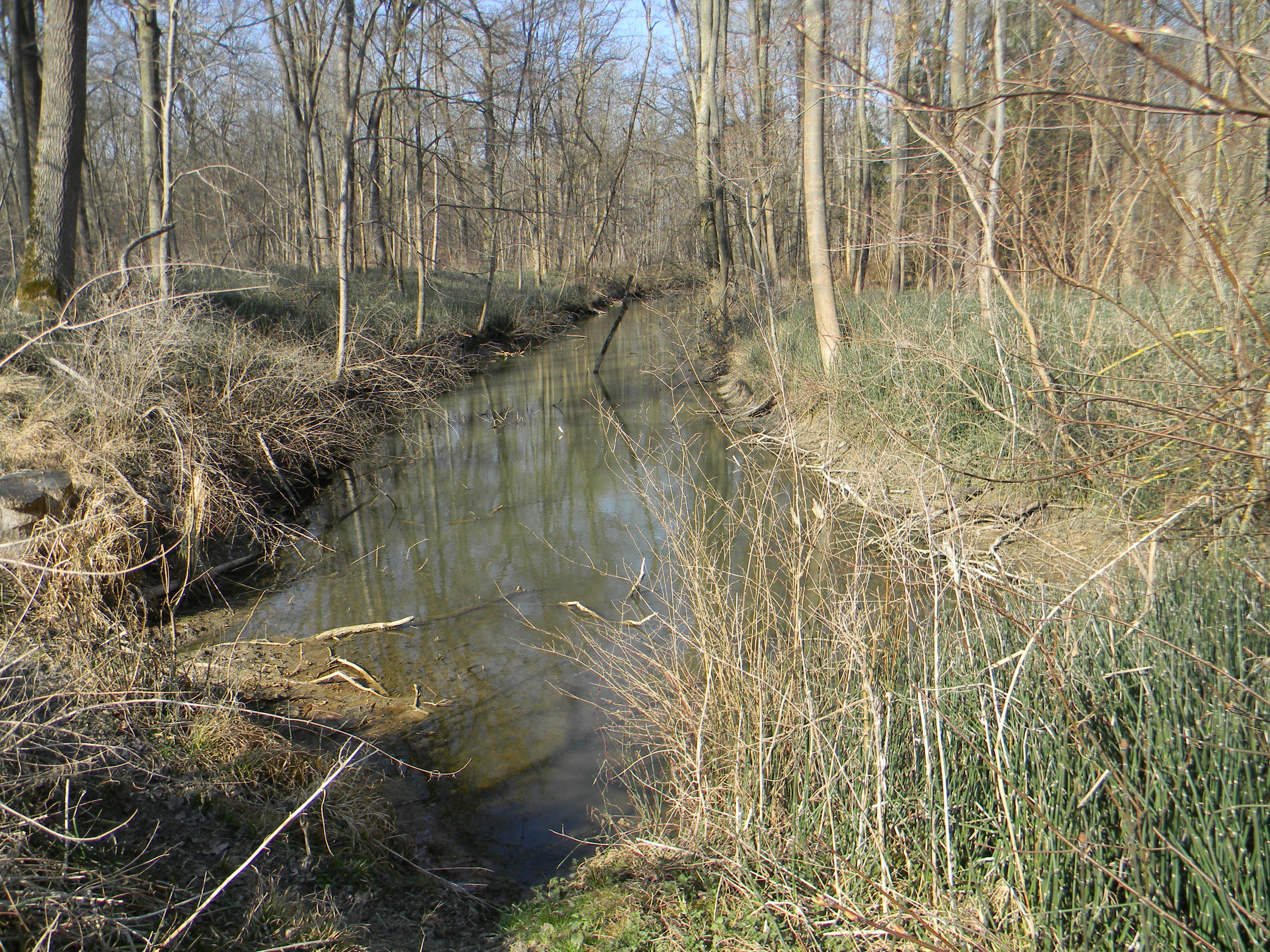
Winter-Schachtelhalm an einem Bach im Nauwald
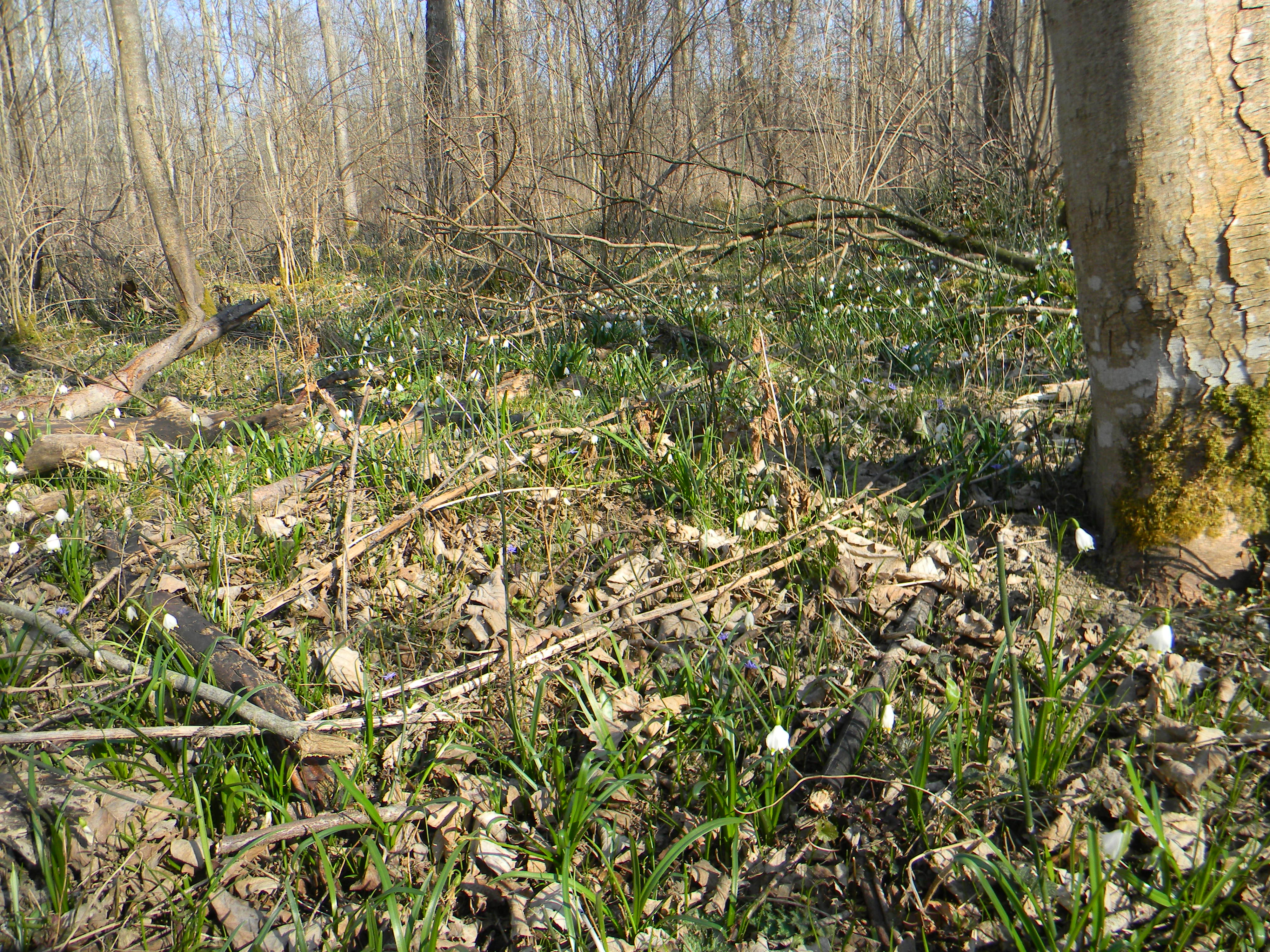
Märzenbecher-Population im Nauwald
Lage des Naturschutzgebiets Nauwald